# BGO Gemini
Pour les articles homonymes, voir BGO et Gemini.
BGO Gemini était de 1992 à 2009 la principale association bulgare pour les droits LGBT. Elle avait son siège à Sofia.

## Historique
BGO Gemini a été fondée comme ONG à la cour du district de Sofia le 9 septembre 1992.
À partir de 1997, elle a mené des opérations de prévention du sida avec l'aide de l'ONUSIDA.
En 2002, elle a lancé une campagne pour la décriminalisation de l'homosexualité dans le code pénal bulgare.
En 2004, l'association organise la première conférence internationale gay et lesbienne en Bulgarie, intitulée Prévenir et Combattre la discrimination.
En 2004 et 2005, elle est à l'origine des premières initiatives en faveur de la reconnaissance des couples de personnes du même sexe en Bulgarie, puis entre 2006 et 2009, intervient dans la procédure de révision du code de la famille.
En octobre 2006, elle accueille la conférence européenne annuelle de l'International Lesbian and Gay Association.
Elle a porté plainte auprès de la commission anti-discrimination bulgare contre un député bulgare, la police de Sofia et un journal.
L'association organise une marche des fiertés en 2008, sous le slogan Moi et ma famille.
BGO Gemini a cessé ses activités en 2009.